# Quyền LGBT ở Greenland
Quyền đồng tính nữ, đồng tính nam, song tính và chuyển giới (tiếng Greenland: ???) ở Greenland  tương tự như ở Đan Mạch. Hoạt động tình dục đồng giới là hợp pháp, với độ tuổi đồng ý bằng nhau và có một số luật chống phân biệt đối xử bảo vệ người LGBT. Các cặp đồng giới đã có quyền truy cập vào quan hệ đối tác đã đăng ký, nơi cung cấp cho họ gần như tất cả các quyền được cung cấp cho các cặp vợ chồng khác giới từ 1996 đến 2016. Vào ngày 1 tháng 4 năm 2016, luật bãi bỏ quan hệ đối tác đã đăng ký luật pháp và cho phép hôn nhân đồng giới được thực hiện có hiệu lực.
Năm 1979, Đan Mạch trao quyền tự trị Greenland theo Đạo luật về quy tắc gia đình và năm 2009 mở rộng chính quyền tự trị, mặc dù nó vẫn ảnh hưởng đến văn hóa và chính trị của hòn đảo. Greenland được coi là rất tự do xã hội đối với người LGBT. Chấp nhận đồng tính luyến ái và các mối quan hệ đồng tính là rất cao, và các báo cáo về sự phân biệt đối xử với người LGBT là cực kỳ hiếm. Tuy nhiên, do dân số nhỏ và phân tán của Greenland, rất nhiều người LGBT Greenland đã chọn chuyển đến Copenhagen ở Đan Mạch.

## Bảng tóm tắt
| Hoạt động tình dục đồng giới hợp pháp                                                                                       | (Từ năm 1933)                                        |
| Độ tuổi đồng ý | (Từ năm 1977)                                        |
| Luật chống phân biệt đối xử trong việc làm                                                                                  | No                                                   |
| Luật chống phân biệt đối xử trong việc cung cấp hàng hóa và dịch vụ                                                         | No                                                   |
| Luật chống phân biệt đối xử trong tất cả các lĩnh vực khác (bao gồm phân biệt đối xử gián tiếp, ngôn từ kích động thù địch) | (Từ năm 2010)                                        |
| Luật chống phân biệt đối xử liên quan đến bản dạng giới                                                                     | No                                                   |
| Hôn nhân đồng giới | (Từ năm 2016)                                        |
| Công nhận các cặp đồng giới                                                                                                 | (Từ năm 1996)                                        |
| Con nuôi của các cặp vợ chồng đồng giới                                                                                     | (Từ năm 2009)                                        |
| Con nuôi chung của các cặp đồng giới                                                                                        | (Từ năm 2016)                                        |
| Người LGBT được phép phục vụ trong quân đội                                                                                 | (Từ năm 1978; Đan Mạch chịu trách nhiệm)             |
| Quyền thay đổi giới tính hợp pháp                                                                                           | No                                                   |
| Truy cập IVF cho đồng tính nữ                                                                                               | (Từ năm 2006)                                        |
| Mang thai hộ thương mại cho các cặp đồng tính nam                                                                           | (Bất hợp pháp cho các cặp vợ chồng dị tính cũng vậy) |
| NQHN được phép hiến máu | No                                                   |